# سالي إليزابيث كارلسون
سالي إليزابيث كارلسون (بالإنجليزية: Sally Elizabeth Carlson)‏ (2 أكتوبر 1896-1 نوفمبر 2000) عالمة رياضيات أمريكية، أول امرأة وواحدة من أول شخصين يحصلان على درجة الدكتوراه في الرياضيات من جامعة مينسوتا.

## النشأة والتعليم
ولد كارلسون في مينيابوليس لعائلة كبيرة من الطبقة العاملة من المهاجرين السويديين. أصبحت طالبة متفوقة في المدرسة الثانوية عام 1913، وتخرجت من جامعة منيسوتا عام 1917، وحصلت على درجة الماجستير هناك عام 1918. بعد تدريس الرياضيات لمدة عامين، عادت إلى الدراسات العليا في عام 1920، وأكملت درجة الدكتوراه. مينيسوتا في عام 1924. أشرف دونهام جاكسون على ها  كانت أطروحة كارلسون، في التحليل الدالي .

## المسار المهني والإسهامات
انضمت إلى هيئة التدريس في مينيسوتا، وظلت هناك حتى تقاعدها عام 1965 كأستاذة جامعية. ليس لديها سجل للإشراف على أطروحات الدكتوراه، ونشرت القليل من الأبحاث بعد عمل أطروحتها الخاصة. ومع ذلك، أشرفت على العديد من طلاب الماجستير، ووصفتها مارجريت ب.مارتن، التي أكملت الدكتوراه في مينيسوتا عام 1944، بأنها مرشدة.

## تكريم
فازت سالي كارلسون بجائزة المعلم المتميز في ولاية مينيسوتا. بعد وفاتها عام 2000، قامت مكتبة جامعة مينيسوتا بتخليد ذكراها في معرض بعنوان «إليزابيث كارلسون، خريجة مميزة». 